# Тончек Штерн
Тончек Штерн (словен. Tonček Štern; нар. 14 листопада 1995, Марибор) — словенський волейболіст, діагональний нападник, гравець збірної Словенії та грецького клубу «Олімпіакос» (Пірей).

## Життєпис
Народжений 14 листопада 1995 року в м. Марибор. Має старшого брата Жіґу (словен. Žiga Štern), який теж є волейболістом.
Грав у клубах «Кальцит» (Камник, 2013—2016), італійських «Кальцедонія» (Верона, 2016—2018), «Топ Воллей» (Латина, 2018—2019), «Кйоне» (Падуя, 2020—2021), «Ґас Салес Блуенерджи» (Gas Sales Bluenergy Piacenza, П'яченца, 2021—2022), катарському «Аль Арабі» (Доха), польській «Віслі» (Бидгощ, 2019—2020; покинув клуб через невиконання ним умов угоди), турецькому «Галкбанку» (Анкара, 2020). Від сезону 2022—2023 є гравцем грецького «Олімпіакоса» з Пірею.
На сайтах є різні відомості його зріст: 200 см, 198 см.

### Досягнення
збірна
- віцечемпіон Європи 2019, 2021 років

клубні
- срібний призер Кубка Словенії: 2014
- володар Кубка Словенії: 2016[7]
- срібний призер Першости Словенії: 2015, 2016.
- володар Кубка виклику ЄКВ: 2023
- срібний призер Кубка Ліги Греції: 2023
- чемпіон Греції: 2023
- володар Кубка Греції: 2024
- срібний призер Кубка Греції: 2023